# PGM-19 Jupiter

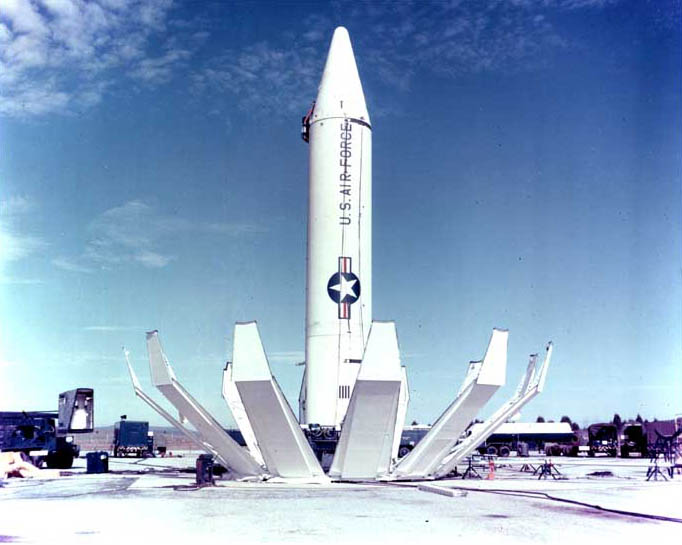
Eine Jupiter der USAF

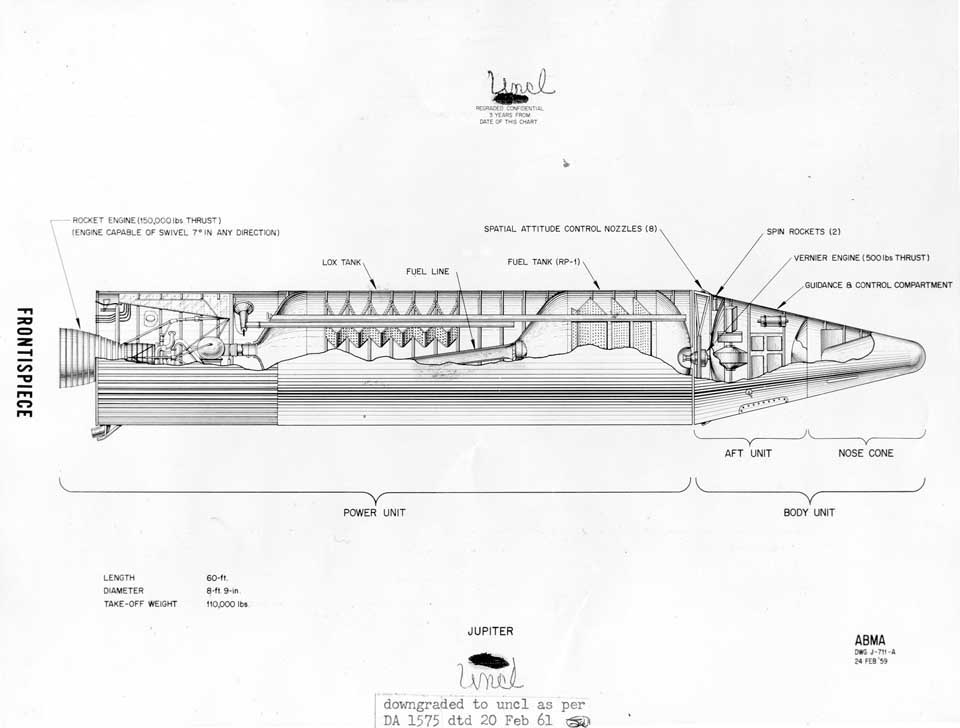
Innerer Aufbau der Jupiter PGM-19

Die PGM-19 Jupiter war eine im Auftrag der US Army von Wernher von Braun entwickelte Mittelstreckenrakete (IRBM) als precision-guided munition bzw. Präzisionsgelenkte Munition (PGM). Sie basierte auf der PGM-11 Redstone, hatte aber eine auf 2410 km vergrößerte Reichweite.

## Geschichte
1953 begann Wernher von Braun mit der Planung für eine Nachfolgerin der Redstone mit vergrößerter Reichweite. Er stellte damals seine Planungen den zuständigen Stellen vor und beantragte, mit der Entwicklung betraut zu werden. Die Arbeiten an dieser Rakete begannen dann im Jahre 1956 als Gemeinschaftsprojekt der Army und der Navy. Ein Jahr zuvor bezeichnete Präsident Eisenhower die Entwicklung einer modernen Mittelstreckenrakete als eines der wichtigsten Rüstungsprojekte des Landes. Die Navy zog sich gegen Ende des Jahres 1956 aus dem Programm zurück, das von der Army alleine weitergeführt wurde. Infolge des Sputnik-Schocks bestellte Eisenhower im Jahre 1957 neben der Thor eine große Anzahl dieser Raketen. 1958 begann die Serienfertigung, gebaut wurde die Rakete von der Chrysler Corporation. 1958 und 1959 wurden insgesamt drei Geschwader mit je 15 Raketen und etwa 500 Mann Personal in Dienst gestellt; zwei wurden in Italien und eines in der Türkei stationiert. Die Mittelstreckenraketen bedrohten die Sowjetunion und ihre Satellitenstaaten. Vom türkischen Standort konnte Moskau erreicht werden. Zur Lösung der Kuba-Krise einigte man sich auf den Kompromiss, dass die Sowjetunion die auf Kuba stationierten SS-4- und SS-5-Raketen abzieht, und die USA die Jupiter-Raketen aus der Türkei und Italien. Sie wurden 1964 abgebaut.
Ursprünglich war geplant, dass die Rakete neben der United States Army auch von der United States Navy eingesetzt werden sollte, weshalb die Rakete zur Unterbringung auf Überwasserschiffen und U-Booten extrem kurz gebaut wurde. Um dennoch genug Treibstoff in den Tanks unterbringen zu können, bekam sie einen deutlich größeren Durchmesser als die Redstone, zu groß für die damals vorhandenen Transportflugzeuge.
Die Rakete wurde wie die Redstone mit der Treibstoffkombination Sauerstoff und RP-1 (einer Kerosinart) angetrieben. Die US-Navy stieg jedoch aus dem Projekt aus und setzte für ihre U-Boote auf die Feststoffrakete Polaris.
Die PGM-19 Jupiter ist nicht zu verwechseln mit der Jupiter-C-Rakete, die eine verlängerte Redstone-Rakete ist und während der Entwicklung der PGM-19 für Tests von deren Wiedereintrittskörper verwendet und im Weiteren mit Feststoffoberstufen als Trägerrakete Juno I eingesetzt wurde.

## Einsatz
Mit nuklearen Sprengköpfen bestückte Jupiter-Raketen wurden in Italien (Gioia del Colle) und in der Türkei (Izmir) stationiert, aber im Nachgang der Kubakrise von dort abgezogen. Aus der militärischen Jupiter-Rakete entstand mit zwei Feststoffoberstufen (oder drei in einer verlängerten Version) die Trägerrakete Juno II, die eine etwas höhere Nutzlastkapazität als die Juno I hatte.

## Technische Daten

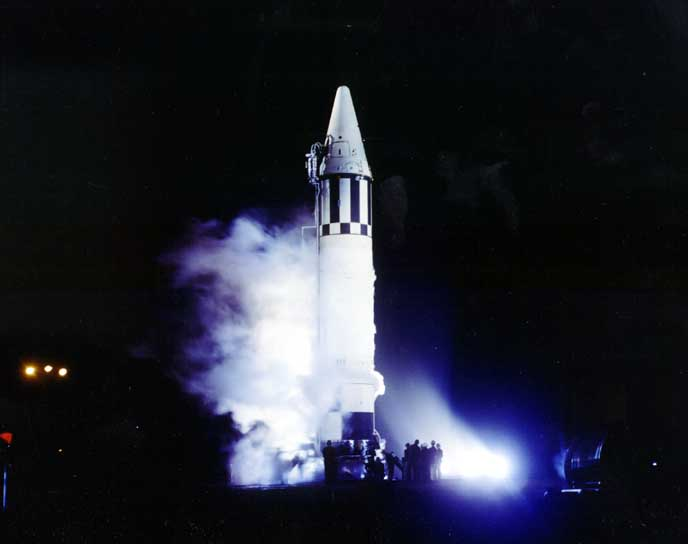
Eine Jupiter-Rakete vor einem Nachtstart

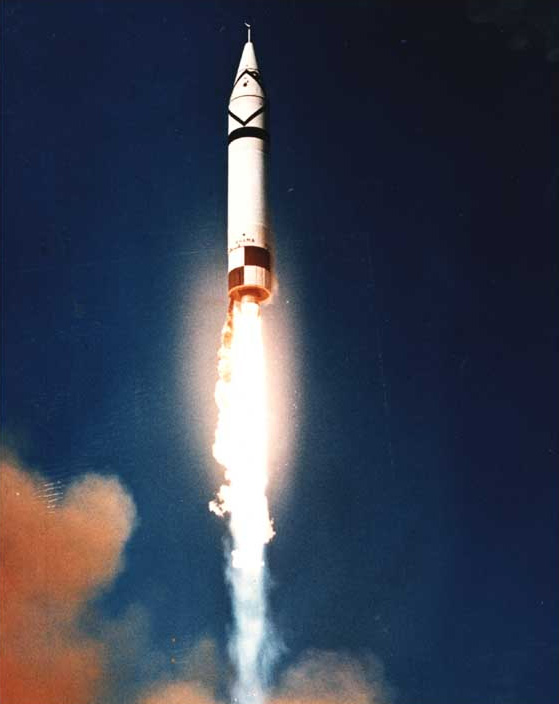
Start einer Jupiter-Mittelstreckenrakete

| Kenngröße                            | Daten der PGM-19 Jupiter         |
| ------------------------------------ | -------------------------------- |
| Länge:                               | 18,3 m                           |
| Durchmesser:                         | 2,67 m                           |
| Startgewicht:                        | 49.353 kg                        |
| Leergewicht:                         | 6.221 kg                         |
| Sauerstoff (LOX):                    | 31.189 kg                        |
| RP-1 (Kerosinart):                   | 13.796 kg                        |
| Schub:                               | 667 kN                           |
| Triebwerk:                           | Rocketdyne LR70-NA (Model S-3D)  |
| Spezifischer Impuls:                 | 247,5 m/s (2.448 N*s/kg)         |
| Brennzeit:                           | 157,8 s                          |
| Treibstoffverbrauch:                 | 284,7 kg/s                       |
| Reichweite:                          | 2.410 km                         |
| Flugzeit:                            | 1.016,9 s                        |
| Geschwindigkeit beim Brennschluss:   | Mach 13,04 (14.458 km/h)         |
| Geschwindigkeit beim Wiedereintritt: | Mach 15,45 (17.131 km/h)         |
| Beschleunigung:                      | 13,69 g (134 m/s²)               |
| Verzögerung:                         | 44,0 g (431 m/s²)                |
| Maximale Flughöhe:                   | 628 km                           |
| Zielgenauigkeit:                     | 50 % in einem Radius von 1.500 m |
| Sprengkopf:                          | 1,45 Mt Thermonuklear W-49       |
| Zündung:                             | Annäherung und Einschlag         |
| Steuerung:                           | Inertial                         |